# ウォーリアー (映画)
『ウォーリアー』（Warrior）は、2011年のアメリカ合衆国のスポーツドラマ映画。ギャヴィン・オコナーが監督・脚本・製作を務めた。主演はジョエル・エドガートンとトム・ハーディ。
日本では「カリテ・ファンタスティック!シネマ・コレクション2015」の中の一作として2015年6月15日から限定公開された。その後、2015年8月4日にBlu-ray/DVDが発売され、同年9月19日から新宿シネマカリテで上映された。

## ストーリー
アメリカ合衆国ピッツバーグ。アメリカ海兵隊に所属していたトミーが故郷の町に帰って来た。彼は幼い頃、優秀な格闘技トレーナーであった父パディの元でレスリングを学び、大会で優秀な成績を残していた選手だったが、アルコール依存症だったパディから振るわれる暴力から逃れるため、母と共に逃げ出していた。後にその母が病死したことで父に激しい憎悪を抱き、その後、海兵隊に入ったのだ。しかし、とある理由で海兵隊から去ったトミーは、大金を得るべく総合格闘技の世界に足を踏み入れようとしていた。
アメリカでは『スパルタ』という新興の総合格闘技大会の開催が予定されており、優勝者は500万ドルを総取りできる。地元のジムでその『スパルタ』に出場予定の有名選手をスパーリングで相手にし瞬く間に倒すトミー。トミーはそのシーンを撮られ、動画配信サイトに流されたことから瞬く間に有名になり、ジムオーナーのコルトに見定められ、『スパルタ』への参戦権を獲得する。格闘技の技術を磨くためにトミーは強くなるために憎んでいる父の元を訪れる。そこで彼が目にしたのは、昔の過ちを悔いて酒を断っている父の姿だった。格闘技の技術を磨いていくうちに、いつしか父への憎悪が薄らいでいくトミー。だが、彼が大金を手に入れようとする理由には、海兵隊での辛い過去が関係していた。
一方、元総合格闘家で今はフィラデルフィアで高校の物理教師をしているトミーの兄ブレンダンは、かつてトミーと母が逃げ出した後、しばらくは父パディと共に暮らしていたが、その後、堕落した父の元を去り、今では自分の家を持ち、妻テスと子供にも恵まれてつましくも幸せな毎日を送っていた。だが、自らの子供が難病に侵され、治療には成功したものの、高額な医療費によってローン返済が滞り、家を差し押さえられる寸前になってしまう。ブレンダンは周囲に内緒で総合格闘技の小さな試合に出場し、賞金を稼いで返済に充てようとするも生徒の親族に見られたことから教育委員会にばれて数か月の停職に追い込まれる。ブレンダンは停職中における返済費を稼ぐために旧友である元総合格闘家で今はジム経営者兼トレーナーのフランクの元を訪ね、改めて選手として復帰し、アメリカ全国の格闘大会に出場して賞金を稼ごうとする。
そんなブレンダンの元に父パディが現れる。禁酒に成功し、さらにトミーが戻ってきたことを伝えるが幼少のころ、優秀なレスリング選手のトミーにばかり気をかけていた上にトミーが家を出ると自分には目もくれずに堕落したパディを未だにブレンダンは許していなかった。
そんな時、フランクの受け持っている選手で『スパルタ』に参加予定だった選手がトレーニング中に大けがを負い、参加できなくなってしまう。ブレンダンはフランクに自分を代わりに参加させてほしいと依頼し、参加が決まる。
アメリカ、アトランティックシティにて開催される『スパルタ』。その前夜にトミーとブレンダンは十数年ぶりに再会する。
しかし、ブレンダンに対してトミーは辛辣であった。トミーが母と家を出る際、ブレンダンも共に行く予定であったが、ブレンダンは当時恋人で会った今の妻テスのために結局父のいる地元に残ったのである。母より恋人と父を選んだブレンダンを許せないトミー。ブレンダンも母の葬式に自分たちを呼ばなかったトミーを叱責する。
仲たがいしたまま試合に挑む兄弟。
母方の姓を名乗って出場し、全くの無名ながら名のある選手を強打で瞬殺するトミー。一度は引退している上に代理ということで当初は周囲から馬鹿にされ期待されていなかったにもかかわらず、巧みな関節技で相手を打倒するブレンダン。
両者は準決勝まで進出するがそこでトミーの動画を見た軍人からの報告で実はトミーは戦地で大破した装甲車から友軍のを救出した英雄だったことが発覚する。すぐにその場を去ったことで記録映像でしか存在が分かっておらず、いままで所在がつかめていなかったのだ。
一躍、時の人となるトミーだが、パディはトミーより実は彼は軍を脱走し、友軍を助けたのはその道中だったということを聞かされる。母親の姓を名乗ったのは軍の記録を欺くための物だったのだ。なぜ脱走をしたかと聞こうとするパディは今更父親面するのは遅すぎるとトミーから罵られて心の箍が外れ、準決勝と決勝が開催される当日に禁酒を破る。トミーは泥酔しながら許しを請うパディを寝かしつけ、セコンドである彼を置いてたった一人でリングに向かう。
準決勝で相手選手を瞬殺するトミー。そして相手の強豪選手から激しく攻められながら隙をついて関節技で勝利をおさめるブレンダン。
そして決勝の直前になってトミーが脱走兵だったこととその理由がニュースにて周知される。
彼は戦友と共に軍の誤爆に巻き込まれて仲間をすべて失っていたのだった。彼が賞金を求める理由は死んだ戦友の遺族に渡すためだったことが遺族へ取材で判明したのだ。
試合後に軍警察への出頭を確約し、死んだ戦友のためにリングに一人向かうトミー。
家族のため、妻、学校の教え子や校長からの応援を受けながらリングに向かうブレンダン。
共に負けられない理由を背負う二人。その勝敗を決するゴングが無情にも鳴り響く。

## キャスト
※括弧内は日本語吹替
- ブレンダン・コンロン - ジョエル・エドガートン（咲野俊介）
- トミー・コンロン - トム・ハーディ（土田大）
- パディ・コンロン - ニック・ノルティ（勝部演之）
- テス・コンロン - ジェニファー・モリソン（世戸さおり）
- フランク・カンパーナ - フランク・グリロ（田村真）
- ジト校長 - ケヴィン・ダン
- コルト・ボイド - マキシミリアーノ・ヘルナンデス
- 本人役 - ブライアン・カレン（英語版）
- 本人役 - サム・シェリダン